# Cyathea parvipinna
Cyathea parvipinna är en ormbunkeart som beskrevs av Holtt. Cyathea parvipinna ingår i släktet Cyathea och familjen Cyatheaceae. Inga underarter finns listade.